# Адріанопільська волость
Адріанопільська волость — історична адміністративно-територіальна одиниця Слов'яносербського повіту Катеринославської губернії із центром у селі Адріанопіль.
Станом на 1886 рік складалася з 6 поселень, 7 сільських громад. Населення — 4334 особи (2226 чоловічої статі та 2108 — жіночої), 645 дворових господарств.
|                     | Площа, десятин | У тому числі орної, дес. |
| ------------------- | -------------- | ------------------------ |
| Сільських громад    | 5169           | 2204                     |
| Приватної власності | 13635          | 4655                     |
| Іншої власності     | 156            | 4                        |
| Загалом             | 18960          | 6863                     |

Основні поселення волості:
- Адріанопіль — власницьке село при річці Мечетній за 35 верст від повітового міста, 673 особи, 104 двори, православна церква, школа, 2 ярмарки на рік. За 9 верст — залізнична станція Мануйлівка.
- Мало-Іванівка (Чорногорівка) — власницьке село при річці Білій, 1093 особи, 171 двір, лавка.
- Селезнівка — власницьке село при річках Білій, Селезні та Уткиній, 748 осіб, 122 двори, 2 лавки.
- Уткина — власницьке село при річці Уткиній, 766 осіб, 113 дворів.
- Ящикова — власницьке село при річках Білій та Ящиковій, 654 особи, 102 двори, лавка.

За даними на 1908 рік у волості налічувалось 15 поселень, загальне населення волості зросло до 6335 осіб (3196 чоловічої статі та 3139 — жіночої), 1146 дворових господарств.